# Gaston Thierry

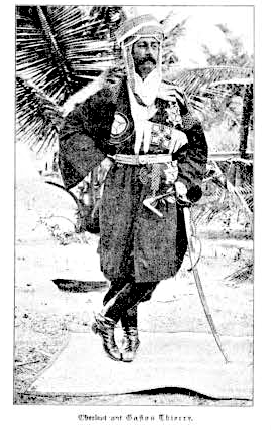
Gaston Thierry, in Haussa-Gewänder verkleidet (Juni 1899, Togo)

Gaston Thierry (* 17. Juli 1866 in München; † 16. September 1904 bei Mubi) war ein deutscher Offizier und Verwaltungsbeamter in Togo und Kamerun.

## Leben
Thierry war der Sohn eines Kaufmanns. Er trat nach dem Besuch des Gymnasiums 1886 in das Infanterie-Regiment Nr. 88 ein, wurde im gleichen Jahr Portepee-Fähnrich und 1887 Sekondeleutnant. 1891 schied er aus dem Heer aus und trat in das I. See-Bataillon ein. 1894 war er nach der Niederschlagung der sogenannten Dahomey-Meuterei in der Polizeitruppe vorübergehend nach Kamerun kommandiert. 1894 zum Premierleutnant befördert, schied er zum 12. September 1895 aus der Marine-Infanterie aus und trat in das Grenadier-Regiment „König Friedrich Wilhelm II.“ (1. Schlesisches) Nr. 10 ein. Im Juni 1896 wurde er à la suite des Regiments gestellt und zur Dienstleistung beim Auswärtigen Amt kommandiert. Thierry wurde zunächst in Deutsch-Togoland eingesetzt, wo er als Stationsleiter von Sansane-Mangu und Bezirksleiter in Yendi maßgeblich an der Okkupation des Nordens beteiligt war. 1902 wurde er nach Kamerun versetzt, zunächst in Victoria verwendet und nach seiner Beförderung zum Hauptmann (12. September 1902) 1903 zum Stationsleiter von Jaunde ernannt. 1903 begleitete er Gouverneur Jesko von Puttkamer auf seiner Reise zum Tschadsee und wurde bei dieser Gelegenheit am 20. September 1903 zum ersten Residenten von Adamaua ernannt.
Bei einem Gefecht gegen Kirdi starb er im September 1904 und wurde in Garua beigesetzt.

## Tätigkeiten in Deutsch-Togoland
Gaston Thierry war als Leiter der Kolonialstation Sansane-Mangu zwischen Juli 1896 und 1902 an mehr als 15 Militärexpeditionen gegen die lokale Bevölkerung beteiligt, einige führte er selbst an.
Direkt am Anfang seiner Zeit in Deutsch-Togo begleitete er Valentin von Massow auf seinen Feldzug gegen das Dagomba-Reich. 1897 leitete Thierry eine Militärexpedition gegen Gulmu, um es für die Deutschen zu erobern. Das Reich viel jedoch 1897 an Frankreich. Ende desselben Jahres führte er eine Expedition gegen die Konkomba an. Während der sogenannten „Kabure-Losso-Expedition“ im Jahr 1898, die er mit Massow und Hermann Kersting unternahm, drang er von Westen in das Gebiet der Lamba ein. Dabei ging er derart gewalttätig vor, dass selbst sein Kollege Massow ihn für das Niederbrennen einer Stadt verurteilte. 1898 griff er Gemeinschaften in den Moba und Barba Regionen an.

1901, während seiner Zeit in Togo, stand Thierry im Zentrum einer internen Untersuchung, angeleitet vom damaligen Gouverneur Deutsch-Togos August Köhler und dem Auswärtigen Amt, welche ihn mehrerer Vergehen beschuldigten: Der zentrale Anlass für die Untersuchung war, dass Thierry es versäumt hatte, Abrechnungsinformationen für die Gehälter der Soldaten bereitzustellen, was zu erheblichen Missverhältnissen im Budget des Afrikafonds führte. Thierry wurde aufgefordert, eine detaillierte Rechnung der Stationseinnahmen und -ausgaben bereitzustellen, in der Aufstellung berichtete er von Einnahmen in Höhe von knapp 63.000 Reichsmark zwischen Juni 1900 und Januar 1902. Zweitens soll Thierry sich Berichten zufolge „Ungeschicklichkeiten“ in seinen diplomatischen Beziehungen zu französischen Kolonialvertretern verhalten haben. Außerdem kritisierte der Gouverneur, dass Thierry sich durch Raubzüge privat bereicherte: 
„Seine Haupttätigkeit bestand in der Führung einer Art Landknechtsleben, indem er sich wiederholt ohne Anzeige an das Gouvernement, auf viele Monate vor der Station entfernte, und eine Strafexpedition nach der anderen unternahm, deren Ergebnis stets reiche Kriegsbeute – die Grundlage seiner Finanzwirtschaft – war.“
Historiker Peter Sebald sieht hier keine Überraschung und kommentiert: „Im Prinzip unterschied sich Thierrys Kriegführung  […] nicht von der der anderen Stationschefs und Söldnerführer. Nur unterzog Thierry sich nicht der Mühe, jene preußisch-deutsche ‚Ordnung‘ aufrechtzuerhalten.“ Die Untersuchung war womöglich einer der Hauptgründe für seine Versetzung von Togo nach Kamerun.
1905, ein Jahr nach seinem Tod, wurde erneut Licht auf Thierrys Brutalität gegenüber Afrikanern und Afrikanerinnen geworfen, als mehrere Skandale in Deutsch-Togo, welche Offiziere und Missionare involvierten, Schlagzeilen machten und parlamentarische Debatten um koloniale Angelegenheiten entfachten. Der offizielle parlamentarische Ablass verlautete im Reichstag, dass „der Hauptmann Thierry den Vater des Zöglings der katholischen Mission in Lome, der sich aus Angst vor Thierry auf einen Baum geflüchtet habe, einfach von dem Baum heruntergeschossen habe. Des Weiteren ist bezüglich des Herrn Gaston Thierry zur Sprache gekommen, daß er Eingeborene wie Wild niedergeschossen haben soll, und daß er wegen seiner Grausamkeiten in dem ganzen Schutzgebiete berüchtigt gewesen ist.“

## Thierrys Kriegsbeute in deutschen Museen
Tatsächlich lassen sich Spuren seiner kolonialen Beute im Ethnologischen Museum in Berlin, im Linden-Museum in Stuttgart, im Museum für Völkerkunde zu Leipzig (heute Grassi Museum), im Roemer-Pelizaues-Museum in Hildesheim, sowie in der Ethnologischen Sammlung der Georg-August-Universität Göttingen und im Field Museum in Chicago, IL (USA) finden.
Ein Konvolut von ca. 1.700 Besitztümer aus dem heutigen Ghana, Togo, Burkina Faso (Matiacoali & Pama) und Benin landete im Jahr 1899 in Berlin. Drei Museen teilten sich dann Thierrys ungeheure Sammlung, und zwar Berlin, Stuttgart und Leipzig. Das Erste bezahlte Thierrys Transportkosten für die 46 Kisten, während Stuttgart ein Kapital von 2.500 Mark für den Erwerb aufbrach, und Leipzig 1.500 zahlte. In dieser Sammlung befinden sich u. a. die Kleidungsstücke, den Schmuck und die Machtsymbole des Anufo König Biema Asabie, der am 2. November 1897 auf Befehl von Thierry ermordet wurde.

## Spuren in den Naturwissenschaften
Gaston Thierry schickte dem Berliner Museum für Naturkunde zwischen 1899 und 1900 mehrere Sendungen. Mehrere Arten wurden folgend von den deutschen Naturforschern ihm zu Ehren getauft, darunter eine Fledermausart (epomophorus thierryi), eine Art Tüpfelhyäne (hyaena thierryi) eine Ginsterkatze (genetta thierryi), eine Eidechse (chalcides thierryi), ein Spornkuckuck (centropus thierryi), ein Südsperling (passer diffuses thierryi) und eine Süßwasserfischart (nothobranchius thierryi). Von diesen Bezeichnungen werden nur noch drei in den Naturwissenschaften verwendet: nothobranchius thierryi, genetta thierryi und chalcides thierryi.